# Ulica 1 Praskiego Pułku WP w Warszawie
Ulica 1 Praskiego Pułku WP – ulica w warszawskiej dzielnicy Wesoła.

## Położenie i charakterystyka
Ulica położona jest w warszawskiej dzielnicy Wesoła na czterech obszarach MSI: Plac Wojska Polskiego, Wesoła-Centrum, Groszówka i Stara Miłosna. Biegnie od skrzyżowania z ulicą Okuniewską, tworzącego rondo płk. Józefa Kleibera, do skrzyżowania z ulicą Trakt Brzeski. Na całej długości ma status drogi powiatowej (nr 5625W). Jest osią komunikacyjną dzielnicy łącząca jej centrum ze Starą Miłosną. Jej długość wynosi 3,48 km.
Między ulicami Okuniewską a Bartosza Głowackiego przecina linię kolejową nr 2 przy przystanku kolejowym Warszawa Wesoła. Znajduje się tam przejazd kolejowy. Planowane jest wybudowanie pod torami tunelu drogowego.
Ulica przecina lasy Mazowieckiego Parku Krajobrazowego i tereny jego otuliny, a także obszary należące do Warszawskiego Obszaru Chronionego Krajobrazu. Pod numerem 84 znajduje się dąb szypułkowy chroniony jako pomnik przyrody.
Przy ulicy znajduje się Urząd Dzielnicy Wesoła (nr 33). W pobliżu zlokalizowany jest także hipodrom Szwadronu Kawalerii Wojska Polskiego, w miejscu którego w przeszłości działało lądowisko szybowcowe.
Pod numerami 2, 4, 7, 11, 21A, 26, 28 i 35 znajdują się budynki wpisane do gminnej ewidencji zabytków m.st. Warszawy.

## Nazwa ulicy
Ulica nosi imię 1 Praskiego Pułku Piechoty sformowanego w ramach Ludowego Wojska Polskiego 14 maja 1943 r. Oddział m.in. walczył w bitwie pod Lenino, uczestniczył w walkach o Warszawę i w zdobyciu Berlina w czasie II wojny światowej. Od 1957 roku stacjonował w koszarach w Wesołej.
Nazwa I-ego Praskiego Pułku została nadana uchwałą Miejskiej Rady Narodowej w Wesołej z 1977 roku. W 1999 roku ulica została przedłużona o ulicę Wesołą. W 2012 Rada miasta stołecznego Warszawy zmieniła nazwę ulicy na 1 Praskiego Pułku WP, z możliwością stosowania nazwy skróconej w postaci 1 Praskiego Pułku.
W 2017 wojewoda mazowiecki Zdzisław Sipiera wydał zarządzenie zastępcze w związku ustawą z dnia 1 kwietnia 2016 r. o zakazie propagowania komunizmu lub innego ustroju totalitarnego przez nazwy jednostek organizacyjnych, jednostek pomocniczych gminy, budowli, obiektów i urządzeń użyteczności publicznej oraz pomniki, zgodnie z którym patronem ulicy został polski działacz polityczny, społeczny i wojskowy Władysław Raczkiewicz. Według opinii Instytutu Pamięci Narodowej nazwa 1 Praskiego Pułku jest nazwą propagującą symbole ustrojów totalitarnych. Wynika to m.in. z faktu uczestnictwa oddziału w tzw. obławie augustowskiej – operacji Armii Radzieckiej z lipca 1945 roku, której celem była likwidacja oddziałów polskiego podziemia niepodległościowego. W 2018 roku Wojewódzki Sąd Administracyjny w Warszawie uchylił zarządzenie wojewody, a Naczelny Sąd Administracyjny oddalił skargę kasacyjną.
W Warszawie znajduje się druga ulica o identycznej nazwie, w dzielnicy Praga-Południe.